# ريتشارد تورنر (سياسي كندي)
ريتشارد تورنر هو سياسي كندي، ولد في 15 أغسطس 1843 في مدينة كيبك في كندا، وتوفي بنفس المكان في 22 ديسمبر 1917. حزبياً، نشط في حزب كيبيك الليبرالي.